# Georgianisches Dublin

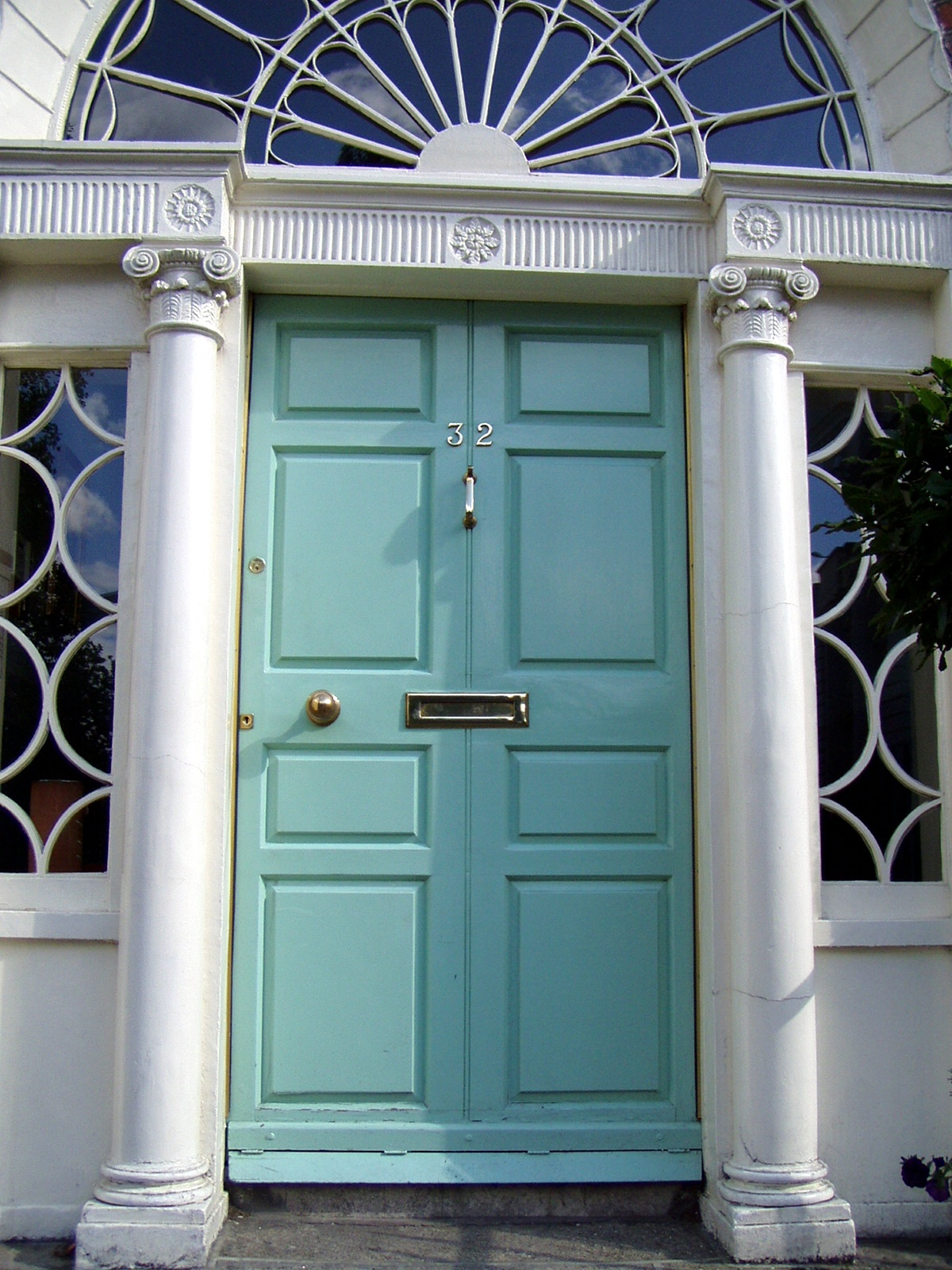
Georgianische Tür in Dublin

Der Ausdruck Georgianisches Dublin hat zwei miteinander verwobene Bedeutungen.
1. Er beschreibt eine historische Periode in der Entwicklung der Stadt Dublin (Hauptstadt Irlands) von 1714 (Beginn der Regierung von König Georg I. von Großbritannien und Irland) bis 1830 (Tod von König Georg IV.). Diese Zeit der Regierung der vier Georgs (daher der Name „georgianisch“) brachte einen speziellen und einheitlichen Baustil hervor, der in neuerrichteten öffentlichen Gebäuden und Privathäusern eingesetzt wurde.
2. Er beschreibt weiterhin die in Dublin erhaltenen Gebäude aus der o. g. Zeit (viele der georgianischen Gebäude wurden im Laufe der Zeit abgerissen), an denen man den Baustil noch heute nachvollziehen kann.

Obwohl, streng gesehen, georgianische Architektur nur während der Regierungszeit der vier Könige mit dem Namen Georg entstehen konnte, entstanden bereits vor 1714 und auch nach 1830 noch Gebäude, in diesem Stil. Nach und nach wurde die georgianische Architektur durch andere Stilbezeichnungen, z. B.: „viktorianisch“ (nach Königin Victoria), ersetzt.

## Dublins Entwicklung
Im Mittelalter war Dublin eine Stadt mit schmalen verwinkelten Gassen. Der erste Schritt zur georgianischen Stadt wurde während der Regentschaft vom König Charles II. von England unternommen, als der Lord Lieutenant of Ireland James Butler, 1. Duke of Ormonde, die Anweisung gab, die Stadt zu verändern. Obwohl die Stadt von jeher am Fluss Liffey gelegen hatte, waren die meisten Gebäude (wie auch in anderen mittelalterlichen Städten) dem Fluss abgewandt. Dies erlaubte das direkte Ableiten der Abwässer in den Fluss, der sich so nach und nach zu einer Kloake entwickelte. Als die Kais der Stadt erneuert wurden (inklusive einer Straße entlang der Kais), bestand Ormonde darauf, die Vorderseiten der Häuser zum Fluss hin ausrichten zu lassen. Allein diese Maßnahme änderte das Stadtbild drastisch: die Liffey war nun nicht mehr ein zwischen Häusern versteckter Abwasserkanal, sondern wurde ein zentraler Bestandteil der Stadt, umrahmt von drei- und vierstöckigen Gebäuden (z. B. Four Courts). Die Bezeichnung Ormonde Quay stammt aus dieser Zeit. Als die Stadt in ihrer Größe, Einwohnerzahl und Wohlstand wuchs, wurden zwei Veränderungen notwendig:
- Die existierenden engen mittelalterlichen Straßenzüge mussten umfangreich verändert werden.
- Es mussten neue Gebiete für Wohnhäuser erschlossen werden.

## Die Umgestaltung von Dublins Innenstadt
Ein neues Gremium, die Wide Streets Commission (Breite Straßen Kommission), wurde gegründet, um die alten mittelalterlichen Straßen umzubauen. Sie erschufen ein Netzwerk aus Durchfahrtsstraßen, indem sie die alten Straßenzüge entweder komplett abrissen, sie verbreiterten oder indem sie ganz neue Straßen anlegten. Im Nordteil der Stadt wurde eine ganze Reihe von engen Straßen verbunden, begradigt und stark verbreitert. Die neu entstandene Straße hieß Sackville Street und ist heute unter dem Namen O’Connell Street Dublins Hauptverkehrsstraße. An ihrem Südende wurde eine neue Brücke (die O’Connell Bridge) errichtet, die auf der anderen Seite an die neuen Straßen Westmoreland Street und D’Olier Street anschloss. Westmoreland Street führte zum umbenannten Hoggen Green – nun College Green, da es an das Trinity College grenzte. Das neue Gebäude der Oireachtas (entworfen von Edward Lovett Pearce), grenze ebenfalls an College Green. Vom College Green führte nun eine verbreiterte Dame Street sowohl am (im Umbau befindlichen) Dublin Castle sowie am Neubau der Bank Royal Exchange vorbei zur Christ Church Cathedral.

## 18. Jahrhundert
Während die Umgestaltungen der Wide Streets Commission die Straßenlandschaft in Dublin fundamental änderte, führte ein Bauboom zu einer Großzahl an Gebäuden außerhalb der Innenstadt. Im Gegensatz zum Bauboom im 20. Jahrhundert in Dublin (der als desaströs umgesetzt angesehen wird) waren die Neubauten im 18. Jahrhundert sorgsam kontrolliert. Die Neubaugebiete wurden in Bezirke, mit jeweils einem eigenen Bauunternehmer, eingeteilt. Der Umfang ihrer Bautätigkeiten war durch strenge Kontrollen und Vorgaben bezüglich Stilrichtung, Aussehen und Lage stark eingeschränkt. Die Kontrolle führte zu einer weitgehenden Einheitlichkeit der Gebäude, die das georgianische Dublin prägen.
Ursprünglich fokussierten sich die Umbauten auf die Nordseite der Stadt. Unter den ersten Bauvorhaben war die Henrietta Street, eine breite Straße mit imposanten palastartigen georgianischen Gebäuden zu beiden Seiten. Am Ende der Straße wurde mit dem King’s Inn (einem Ausbildungshaus für Anwälte) ein neues Gebäude von James Gandon errichtet. Letztendlich zentrierte sich die Nordseite auf zwei Hauptplätze: Ruthland Square (jetzt: Parnell Square) am Ende der Sackville Street und Mountjoy Square. An letzten Platz lag auch die Church of Ireland mit dem Sitz des Erzbischofs von Dublin. Viele Straßen dieser Gegend wurden nach den Planern benannt, die sie entwarfen, z. B. Capel Street, Mountjoy Square und Aungier Street.
In den Anfangsjahren der georgianischen Ära war die Nordseite der Platz zum Leben. Dies alles änderte sich durch ein Gebäude und einen Aristokraten, als der Earl of Kildare, Irlands höchster Adliger, sich dazu entschied, seinen neuen herzoglichen Palast auf der „minderwertigen“ südlichen Seite der Liffey zu errichten. Es war ein Schock, als sein Stadthaus (Kildare House, umbenannt in Leinster House, als er den Titel „Duke of Leinster“ erhielt), das mit Abstand das größte Wohnhaus des Adels war, errichtet war, und viele neideten es ihm. Der Earl hatte vorausgesehen, dass andere seinem Beispiel folgen würden, was auch geschah. Drei neue Plätze mit angeschlossenen Wohngebäuden entstanden auf der Südseite: „Merrion Square“, „St. Stephen’s Green“ und „Fitzwilliam Square“. Aristokraten, Bischöfe und Wohlhabende verkauften ihre Wohnhäuser im Norden und zogen in den Südteil, obwohl viele der Gebäude, vor allem am Fitzwilliam Square, kleiner und weniger beeindruckend waren als die in der Henrietta Street. Während die wohlhabendsten Leute direkt an den Plätzen wohnten, residierten die „nicht ganz so wichtigen“ Personen in kleineren, aber immer noch beeindruckenden Gebäuden, abseits der Plätze, z. B.: in der „Upper Mount Street“, „Lower Mount Street“ oder „Leeson Street“.

## Act of Union
Als ein Ergebnis des Act of Union im Jahre 1801 verlor Dublin sein eigenständiges Parlament, woraufhin hunderte Adlige und Bischöfe mit ihren Untergebenen die Stadt verließen. Viele Mitglieder des Hochadels, eingeschlossen der „Duke of Leinster“ und der „Viscount Powerscourt“ verkauften ihre palastartigen Stadthäuser „Powerscourt House“ und „Leinster House“. Obwohl einige regelmäßig Dublin besuchten, kehrten viele der Stadt endgültig den Rücken. Der Verlust deren Einkommen und dem ihrer Bediensteten traf die ökonomische Kraft der Stadt sehr hart.
Während die „neuen“ georgianischen Zentren im Süden weiter florierten, verkamen die georgianischen Plätze im Nordteil von Dublin immer mehr, da die neuen Besitzer die Häuser mit (armen) Mietern nahezu vollstopften. Dies ging so weit, dass ganze Familien in einem einzigen Raum leben mussten. Vor allem die Gebäude rund um „Mountjoy Square“ wurden schnell baufällig und blieben dies bis in die 1980er Jahre, als sie teilweise als Kulissen für Filme über die Nachkriegszeit verwendet wurden.

## Das heutige Georgianische Dublin
In den Jahren nach der Unabhängigkeit 1922 gab es in Irland nur wenige Sympathien für das Georgianische Dublin, das als Symbol der britischen Herrschaft und der „fremden“ protestantischen Gemeinschaft angesehen wurde. Viele der Einwohner der georgianischen Gebäude waren zu diesem Zeitpunkt bereits in die neuen viktorianischen Vororte Rathmines, Rathgar, Killiney oder Ballsbridge umgezogen, wo aufgrund des vorhandenen Platzes auch Gärten möglich waren, oder hatten ihre Wohnhäuser verkauft. Bis zum Ende der 1930er Jahre gab es lediglich am Fitzwilliam Square noch bewohnte Häuser. Alle anderen Häuser standen entweder leer oder wurden zu Firmensitzen. Ironischerweise begannen reiche Geschäftsleute wie Sir Tony O’Reilly in den 1990er Jahren wieder damit, ihre Geschäftsräume an den Plätzen in Wohnräume umzubauen.
In den 1930er Jahren wurden unter Éamon de Valera auch Pläne diskutiert, ganz Merrion Square mit der Begründung abzureißen, dass die Häuser „altmodisch“ und „un-national“ seien. Merrion Square war zu der Zeit wohl noch der intakteste georgianische Platz der Stadt. Mit Beginn des Zweiten Weltkriegs wurden die Pläne zurückgestellt und nach dem Krieg „vergessen“.
Doch auch der Krieg rettete nicht das ganze georgianische Dublin vor der Zerstörung. Mountjoy Square, einst von den schönsten georgianischen Häusern umgeben, wurde fast vollständig von Grundbesitzern abgerissen und endete in einem Haufen von Trümmern. Der Welt längste Reihe von georgianischen Häusern (von der Ecke Merrion Square bis zur Lesson Street Bridge) wurde aufgrund einer Entscheidung der irischen Regierung in den frühen 1960er Jahren geteilt. Ein Teil der Häuserreihe wurde abgerissen und durch einen modernen Bürokomplex ersetzt.
Die Entscheidung in den späten 1950er Jahren, eine Reihe georgianischer Häuser am Kildare Place abzureißen und durch eine Steinmauer zu ersetzen, wurde von dem damaligen republikanischen Minister Kevin Borland öffentlich bejubelt; standen die Häuser doch für all das, was er bekämpfen wollte. Er beschrieb die neu gegründete Irish Georgian Society, die die georgianischen Gebäude der Stadt schützen wollte, als „belted earls“. Die Haltung änderte sich bis zu den 1990er Jahren dramatisch. Strenge Baurichtlinien schützen die noch erhaltenen georgianischen Gebäude, obwohl auch heute noch einige Grundbesitzer Wege finden, um diese Restriktionen zu umgehen. Eine Anzahl von Häusern in schlechtem Zustand, deren Besitzer einen Abriss nicht genehmigt bekamen, gingen in Flammen auf und brannten bis auf die Grundmauern nieder. Heute sehen Politiker und Stadtplaner auch im Georgianischen Dublin einen Teil des irischen Kulturerbes, der erhaltenswert erscheint.